# Строитељ
Строитељ (рус. Строитель) град је у Русији у Белгородској области.

## Становништво
| 1970. | 1979. | 1989.  | 2002.  | 2010.  |
| ----- | ----- | ------ | ------ | ------ |
| 3.924 | 9.895 | 14.271 | 18.400 | 23.933 |